# آب انجیر (میشان)
آب انجیر روستایی در دهستان میشان، بخش ماهورمیلانی، شهرستان ممسنی در استان فارس است.